# Pille-tó
A Pille-tó egy tó Észtországban, Võrumaa megyében Lasva község területén.

## Földrajz
A 7,2 hektáron elterülő tó medre legmélyebb pontján 9,7 méter mély. Átlagos mélysége 3,6 méter.

## Fordítás
Ez a szócikk részben vagy egészben  a   Pillejärv című angol Wikipédia-szócikk ezen változatának fordításán alapul.  Az eredeti cikk szerkesztőit annak laptörténete sorolja fel. Ez a jelzés csupán a megfogalmazás eredetét és a szerzői jogokat jelzi, nem szolgál a cikkben szereplő információk forrásmegjelöléseként.